# Maestro di San Jacopo a Mucciana
Le Maestro di San Jacopo a Mucciana  est un peintre italien anonyme, actif entre 1390 et 1420, du style gothique international et probablement originaire de Florence. 

## Biographie
Le Maestro di San Jacopo a Mucciana  est un peintre de l'école florentine, un maître anonyme, actif à la fin du XIVe  et début du  XVe siècle. À partir d'un profil stylistique il lui a été attribué certaines œuvres restées anonymes.
L'epithète « di San Jacopo a Mucciana  » provient du fait que l'attribution se fait à partir du triptyque de la Madonna col Bambino tra i Santi Cristina e Antonio Abate, Caterina e Jacopo, originaire de l'église San Jacopo à Mucciana, une frazione de San Casciano in Val di Pesa, dont l'identité de l'auteur reste inconnue.
Certaines  œuvres du maestro étaient initialement attribuées à Cecco di Pietro.

## Œuvres
- Madonna col Bambino e i santi Cristina e Antonio Abate, Caterina e Jacopo (1398), tempera sur bois de 121 cm × 161 cm, Museo d'arte sacra, San Casciano in Val di Pesa.
- Crocifisso con la Vergine e San Giovanni dolenti, San Cosma o Damiano, Redentore benedicente,
- Vierge et l'Enfant en trône entre saint Pierre, saint Jean-Baptiste, saint François à gauche et saint Nicolas, saint Julien, saint Antoine Abbé à droite.
- La Vierge et l'Enfant entre sainte Marguerite et sainte Catherine, musée du Petit Palais, Avignon.
- Vierge à l'Enfant avec les saints Antoine et Jacques, triptyque, panneau central.
- Saint Jérôme dans sa cellule (v. 1390-1400), Museum of Art, Caroline du nord.
- Saint-Jérôme(v. 1395-1400), tempera sur bois à la feuille d'or, Museum of Art, Caroline du nord.